# Hadovka (usedlost)
Hadovka (Serpontka) je usedlost v Praze-Dejvicích na Hanspaulce při Evropské ulici. Na jejím někdejším pozemku se nachází i barokní kaple Nejsvětější Trojice z přelomu 17. a 18. století, přestavěná roku 1853. V interiéru byla vyzdobena malbami Josefa Navrátila. Usedlost, resp. letohrádek Hadovka se nalézá na adrese Evropská 10/64. Jméno usedlosti nese i tramvajová zastávka na Evropské ulici a kancelářský komplex Office Park Hadovka na protilehlé straně Evropské ulice i park Hadovka v údolí bývalého Dejvického potoka.

## Historie
V první polovině 16. století bylo na území dnešní Hadovky sedm malých vinic, které byly postupně spojeny do větších celků. Viniční lis je uváděn na jedné z těchto vinic již v roce 1602. Před rokem 1659 postavil další lis Jan Jakub Paravicini na pozemku Burkovské vinice. Burkovská vinice byla součástí Paušrajbky – ta získala své jméno zkreslením názvu povolání svého majitele – stavebního písaře – německy Bauschreibera.
Za třicetileté války byly vinice i s lisem zpustošeny. V roce 1661 pozemek získal císařský notář a právník František Ferdinand de Serponte. Usedlost se začalo říkat Serpentka. Pozdější název vznikl nesprávným počeštěním jména vlastníka (serpens = had). Ferdinand Serponte vinici zvelebil, ale zadlužil se, a proto byla po jeho smrti roku 1705 vydražena. Majetek v dražbě získal František Doudlebský ze Sterneggu. V roce 1743 získal Hadovku Antonín Messler, farář u sv. Václava na Malé straně, který spojil obě vinice a usedlost i pozemek rozšířil. Pravděpodobně právě Messler nechal postavit také kapli Nejsvětější Trojice. Po smrti Messlera zdědil Hadovku jeho synovec Daniel Beckert, v roce 1784 přešel majetek po jeho smrti na jeho manželku. V té době zde záznamy mluví o zahradě při stavení, malých vinicích, pastvinách a polích.
V roce 1798 koupil nemovitost i s pozemky Vojtěch Vincenc Zarda, pražský profesor lékařství. V kupní smlouvě se mluví o dvou tažných volech, pěti kravách, hospodářském náčiní, a zásobách sena a slámy. Celková cena byla 6 400 zlatých. Usedlost byla v té době trojkřídlá, se stejně dlouhými bočními křídly. Zahrada kolem budovy byla formálního charakteru, takže v blízkosti budovy nebyla provozována zemědělská činnost. Obvodové zdi byly v té době barokně tvarované. Kolem roku 1800 došlo k přestavbě na letní sídlo – tehdy měla stavba ještě pozdně barokní charakter. Po roce 1842 byla zahrada přebudována na anglický park.
V roce 1850 koupil usedlost Gabriel František Janoušek, majitel továrny na zámečnické výrobky v Praze a začal s přestavbou usedlosti na zámeček v novogotickém stylu podle projektu architekta profesora Josefa Niklase. Při přestavbě byla zbourána část západního křídla a tak získala stavba nepravidelnou podobu. Janoušek prodal Hadovku v roce 1859, po roce 1872 přešla přímo do majetku metropolitní kapituly – koupil ji probošt metropolitní kapituly Adolf Würfel. V objektu byla zřízena domácí kaple a zámeček se stal letním sídlem svatovítských proboštů.
V rámci výstavby Dejvic byla Hadovka odkoupena hlavním městem Prahou, ale v roce 1930 ji od města koupila Zdenka Havránková, která nechala zámeček rekonstruovat – bylo zde zařízeno ústřední topení, rekonstruovány interiéry, byly vystavěny garáže. Ve východním křídle zámečku vznikl velký reprezentativní sál, probíhající celým křídlem. Byl také upraven parter hlavní budovy do nádvoří. Stavební práce zajišťovala firma Václava Nekvasila.
Od roku 1948 byla rezidencí kanadského velvyslanectví v ČR. Před rokem 2013 ji, stejně jako nedaleký hotel Praha, získala skupina PPF a deklarovala zřízení soukromé školy Open Gate. Pobočka školy Open Gate ale nakonec nestojí. Společnost uvedla, že se jí nepodařilo získat povolení pro zahájení stavby. Nadace The Kellner Family Foundation deklaruje, že zřídí v dolní části areálu zbouraného hotelu Praha veřejně přístupnou venkovní galerii se sbírkou osmi soch a zahradních kompozic britského sochaře Tonyho Cragga. Součástí projektu má být dětské hřiště.